# Сысоев, Валентин Васильевич
Валенти́н Васи́льевич Сысо́ев (1887, Москва — 1971, там же) — российский футболист, правый полусредний нападающий. Участник первых международных матчей сборной России, игрок сборной Москвы.

## Биография
Родился в многодетной московской семье в 1887 году, был одним из семи детей (четыре брата и три сестры). Впервые познакомился с футболом летом 1908 года на даче в Расторгуеве. Весной 1909 года после просмотра в создаваемом Замоскворецком клубе спорта (ЗКС) был принят в состав команды наряду с братьями Филатовыми, Антоновым, Лебедевым, Николаевым и пятью англичанами.
С 1910 года в составе клуба принимал участие в Кубке Фульда, являвшемся, по сути, чемпионатом Москвы по футболу. Во второй и третьей команде ЗКС в том году играли братья Валентина Васильевича — Владимир Васильевич и Сергей Васильевич Сысоевы.
В 1912 году, будучи военным, получил запрет начальника дивизии на участие в матче сборных Москвы и Санкт-Петербурга, по итогам которого отбирались игроки сборной России для Олимпийских игр 1912 года.
Сысоев — участник матча Российская империя — Венгрия 12 июля 1912 года и матча Российская империя — Норвегия 14 сентября 1913 года (автор гола, позволившего сравнять счёт).
В 1914 году ушёл на фронт, в результате чего завершил свою футбольную карьеру в 27 лет.

## Достижения
- Третье место в Кубке Фульда 1910
- Второе место в Кубке Фульда 1911
- Первое место в первенстве Москвы 1914
- В официальных матчах Московской футбольной лиги ни разу не уходил с поля без забитого гола.
- По итогам опроса специалистов футбола и руководителей клубов, проводимого журналом «К спорту», занял второе место по числу голосов в составе «символической» сборной Москвы 1913